# تیم ملی بسکتبال مردان جزایر ویرجین ایالات متحده
تیم ملی بسکتبال جزایر ویرجین ایالات متحده نماینده جزایر ویرجین ایالات متحده در مسابقات بین‌المللی است.